# Ревматизъм
Ревматизъм е общ термин, който включва възпалителни заболявания на ставите и съединителните тъкани. Може да даде отражение на сърцето, бъбреците, костите и кожата. Характеризира се с болки и трудна подвижност, както и умора. Това е заболяване на опорно-двигателния апарат, което е вероятно да се развие както в ранна, така и в по-късна възраст.
Макар да не е установено със сигурност, има вероятност от зависимост на болките от климата. При влажно и хладно време те се засилват и намаляват при топло и сухо време.

## Лечение
При ревматизъм се препоръчва голям брой традиционни билкови средства. Съвременната медицина, както традиционната, така и алтернативната, признава, че различните ревматични заболявания имат различни причини (като някои от тях имат множество причини) и се нуждаят от различни видове лечение.
Въпреки това, началната терапия на основните ревматологични заболявания е с използване на аналгетици, например парацетамол и нестероидни противовъзпалителни средства (НСПВС), които включват ибупрофен и напроксен. Често са необходими по-силни аналгетици.
Според древните гърци, пчелната отрова оказва положително влияние върху някои видове ревматизъм. В края на 19 век пчелите и мравките са се използвали като народно средство, и най-малко един лекар е разработил лечение с многократни инжекции с мравчена киселина. Някои племена в Амазония, включително Zo'é, използват ухапванията на огнените мравки за облекчаване на болки.
Маслото от черен дроб на треска също се използва като лек. В Източна Индия като лек се използва и маслото от дървото Нийм.
Алтернативен начин за лечение на артрит (респ. ревматизъм) са билките, които са доказали своето благотворно въздействие при това заболяване от столетия. Според Британската билкова фармакопея (на английски: British herbal pharmacopoeia) билките, които се използват при подагра, артрит и ревматизъм са репей и глухарче. Ефективността на фитотерапията се определя от начина на приложение и запазването на биологична активност на билките. Те премахват кристалите на пикочната киселина, като ги превръщат във водоразтворими и тогава те могат да напуснат организма. В противен случай кристалите остават, натрупват се около ставните повърхности, травмират ги непрекъснато и с времето ги разрушават. Съществуват хранителни добавки, които съдържат екстракти от тези растения.